# Зеркальная (река)
Зеркальная (до 1972 года называлась Тадуши или Тадушу или Тазуши) — река в Кавалеровском районе Приморского края России.
Исток расположен на восточном склоне осевого хребта гор Сихотэ-Алинь. Река Зеркальная течёт на юго-восток, впадает в бухту Зеркальная Японского моря.
Длина реки 90 км, площадь бассейна 1870 км², общее падение реки 420 м. Ширина её до 100 м, глубина достигает от 0,4 до 6,0 м.
Русло реки умеренно извилистое. В нижнем течении река Зеркальная образует широкую долину с большим количеством стариц, там же расположено пресноводное озеро Зеркальное.
В летнее время часты паводки, вызываемые интенсивными продолжительными дождями.
Основные притоки реки: Кавалеровка, Высокогорская, Устиновка, Садовая.
В летне-осеннее время в реке Зеркальная происходит нерест горбуши, симы и кеты.
На берегах озера Зеркальное и бухты Зеркальной построены туристические комплексы. В летний период на отдых приезжает большое количество дальневосточников.
На слиянии рек Зеркальной и Кавалеровки расположена скала Дерсу Узала, названная в честь встречи в этом районе Арсеньева и его проводника гольда (нанайца) Дерсу Узала.
Населённые пункты в долине реки, от истока к устью: Рудный, Кавалерово, Горнореченский, Синегорье, Устиновка, Суворово, Богополь, Зеркальное.

## Галерея

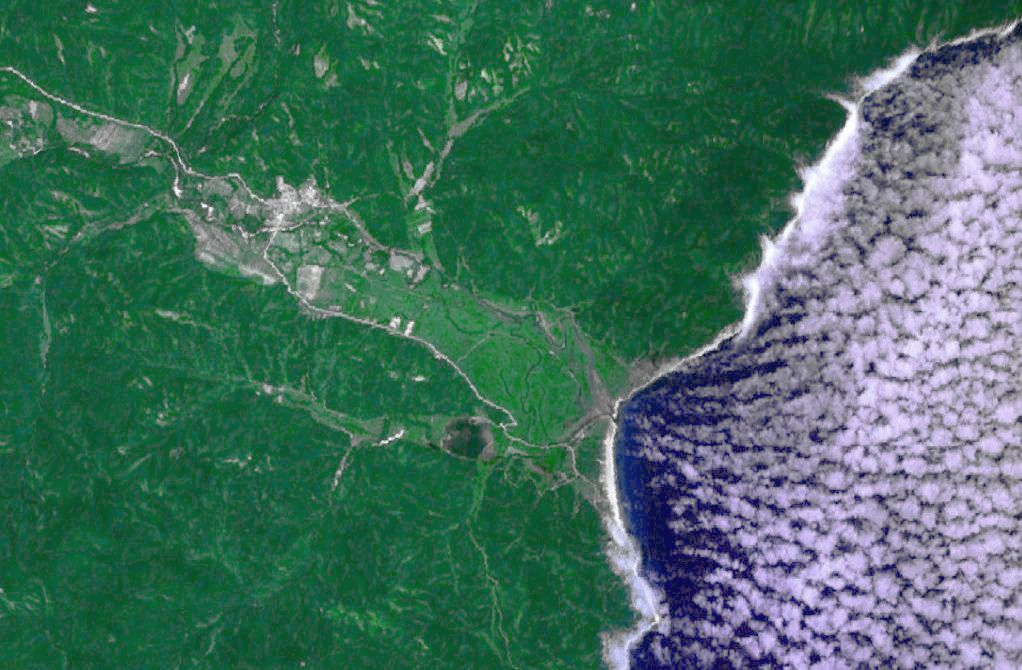
Бухта Зеркальная, долина реки Зеркальной и село Зеркальное
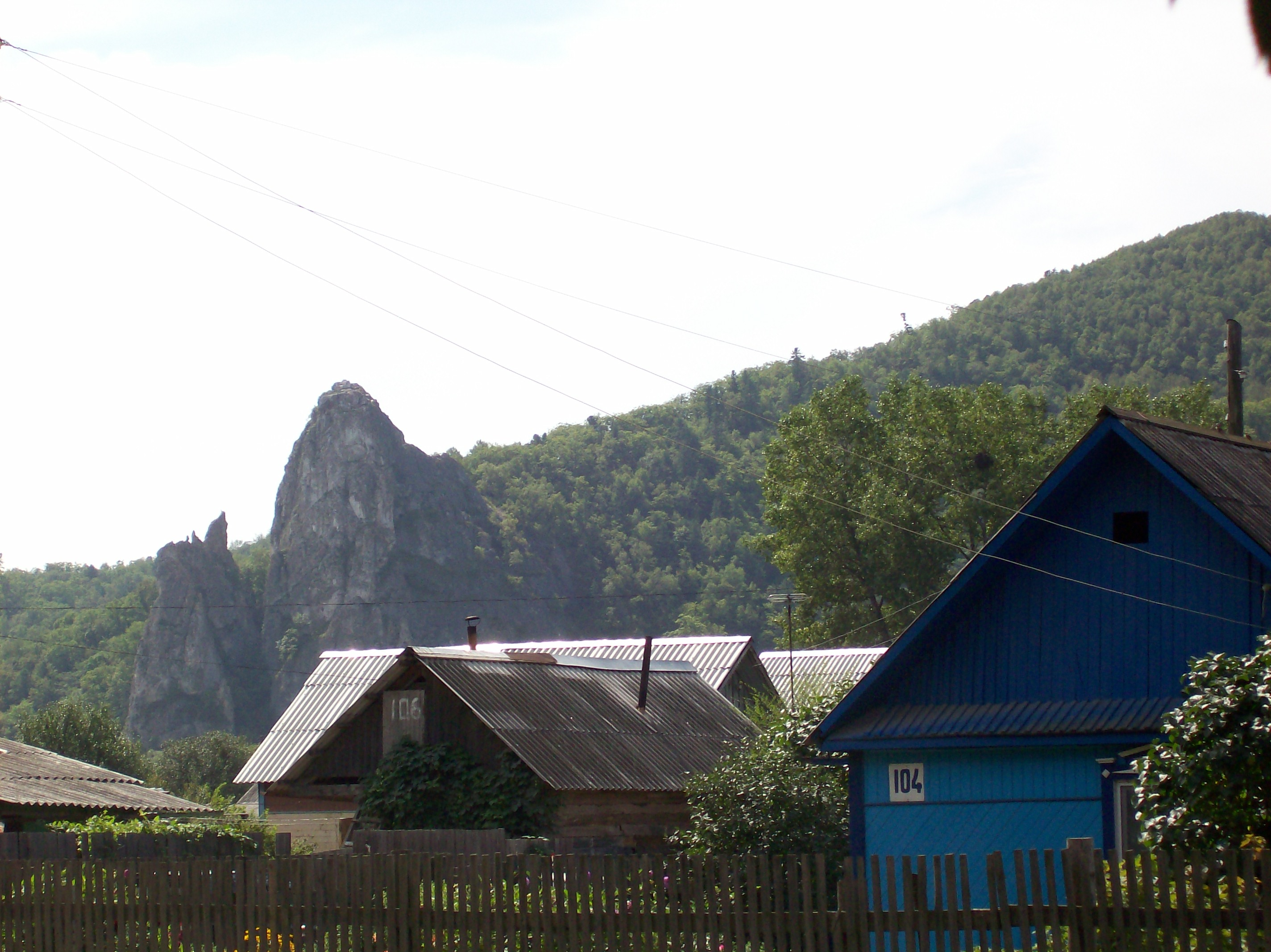
Скала Дерсу, вид из пос. Кавалерово
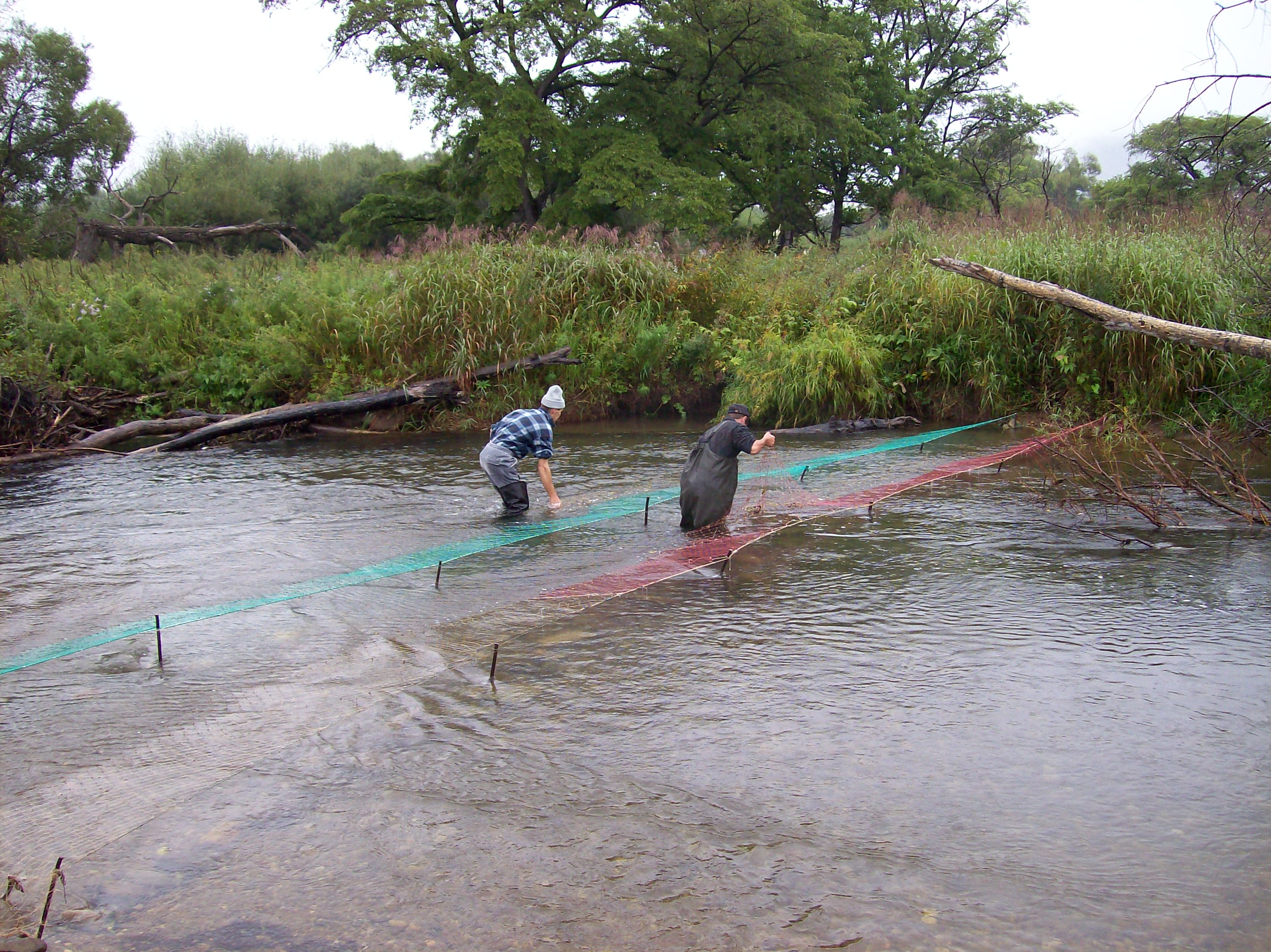
Лицензионный лов симы в реке Зеркальная
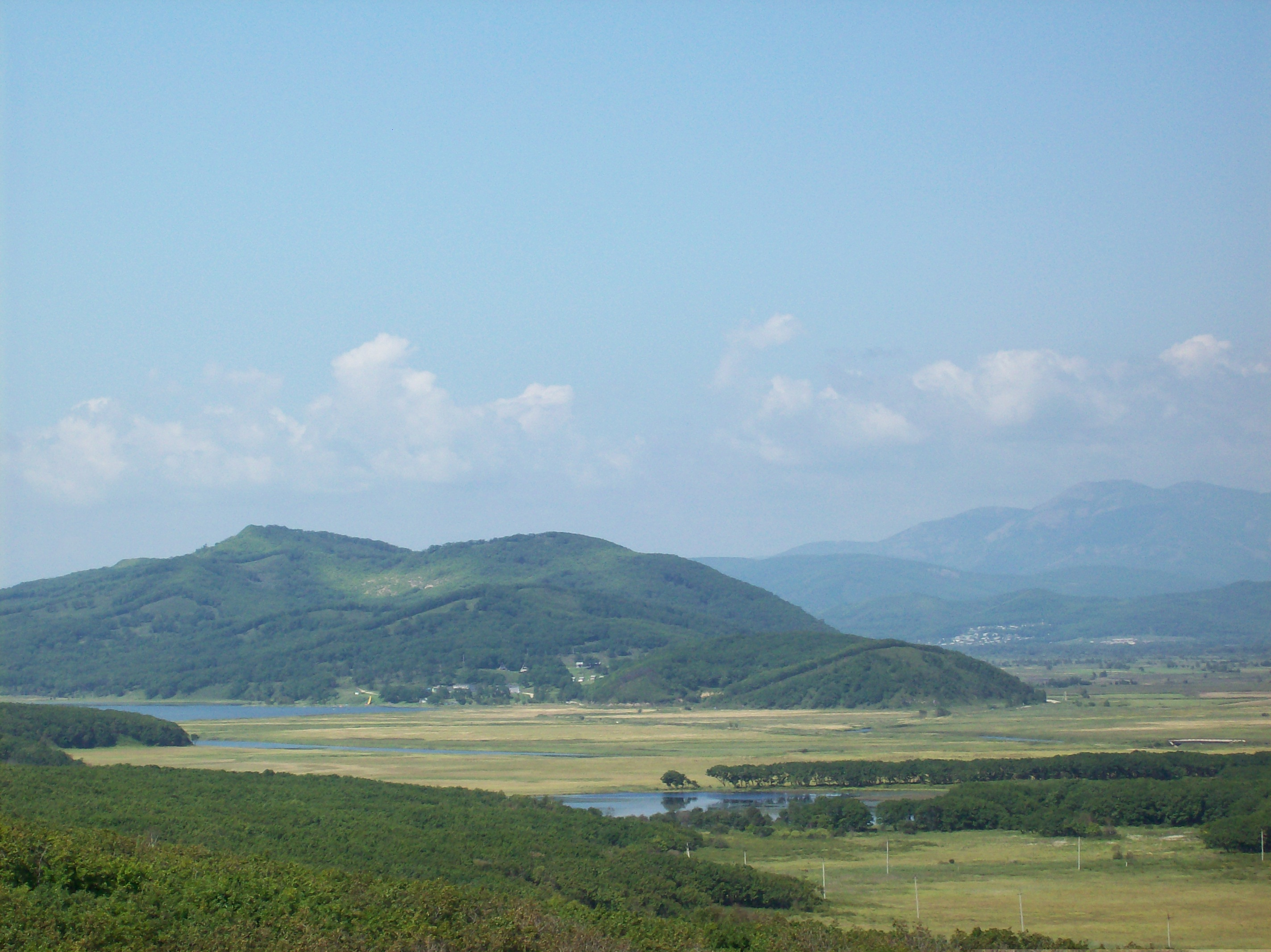
Долина реки и озеро Зеркальное
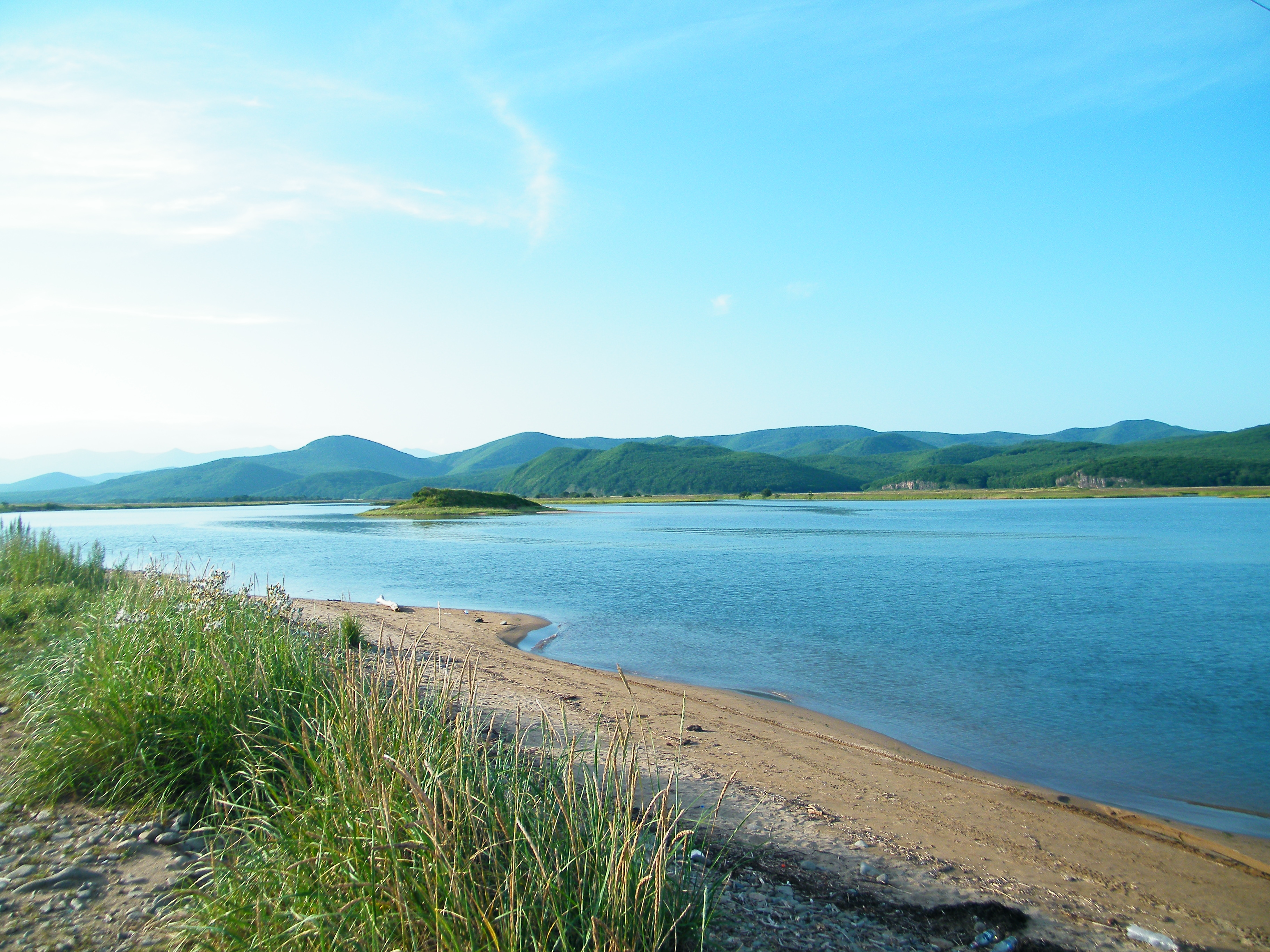
Устье реки Зеркальная
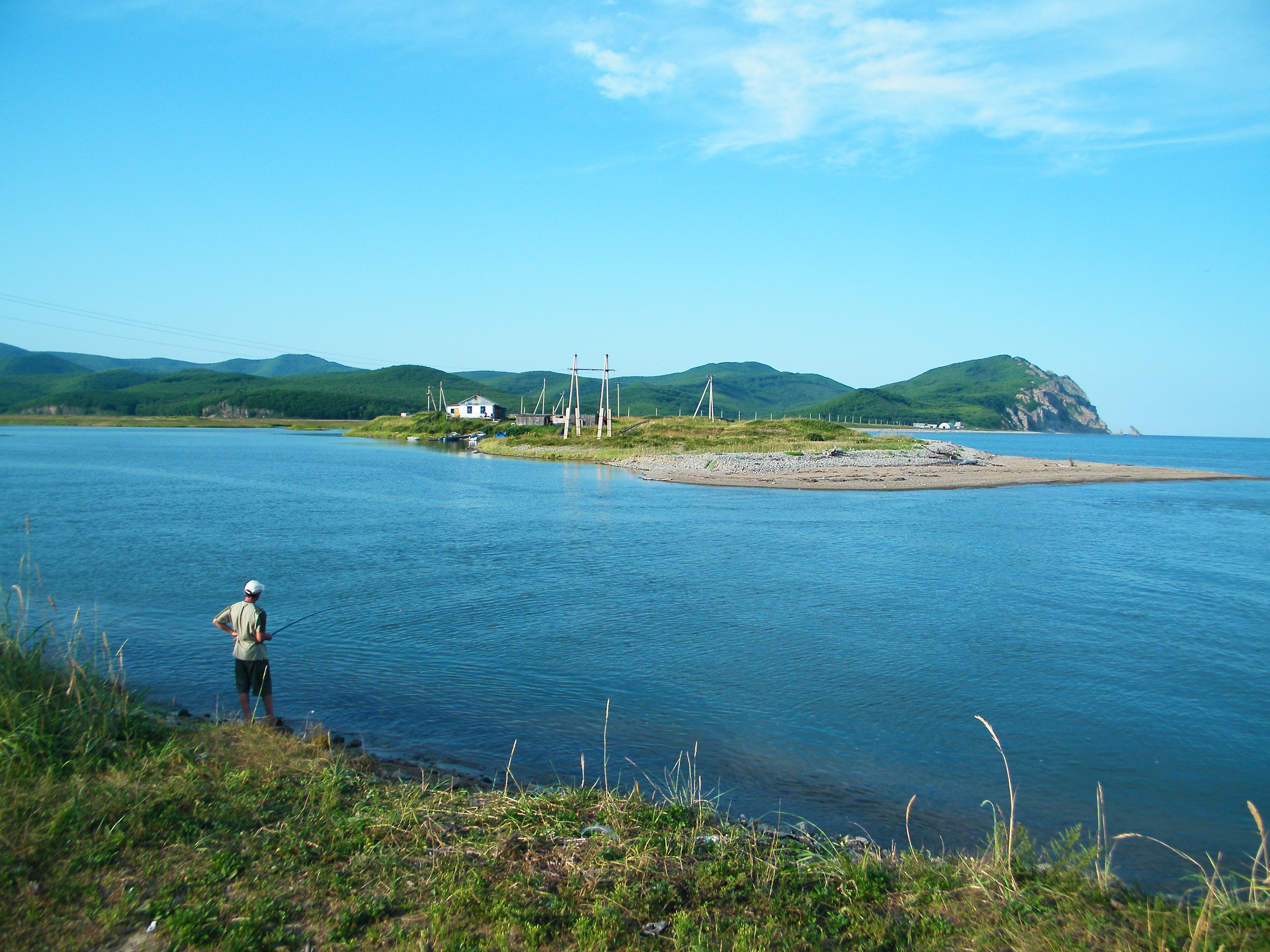
Устье реки Зеркальная, мыс Зеркальный с кекурами
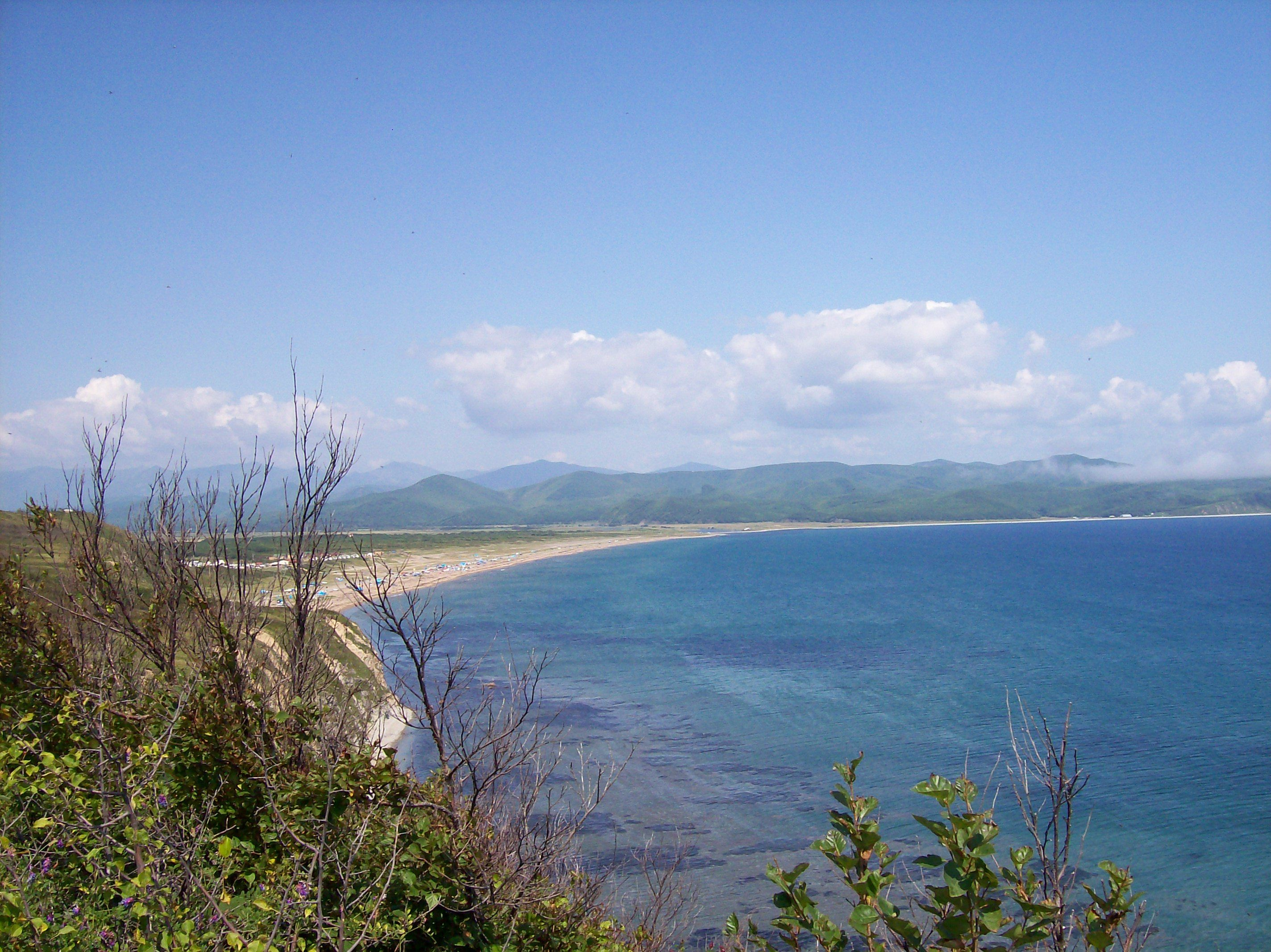
Бухта Зеркальная — место летнего отдыха дальневосточников